# Михолянець
46°02′ пн. ш. 16°57′ сх. д. / 46.04° пн. ш. 16.95° сх. д.
Михолянець (хорв. Miholjanec) — населений пункт у Хорватії, у Копривницько-Крижевецькій жупанії у складі громади Вір'є.

## Населення
Населення за даними перепису 2011 року становило 295 осіб.
Динаміка чисельності населення поселення: